# 多田隈理一郎
多田隈 理一郎（ただくま りいちろう、1976年（昭和51年）9月8日 - ）は、日本のロボット研究者。学位は、博士（工学）（東京大学）。山形大学教授。全方向駆動歯車や球状歯車の発明者実弟の多田隈建二郎と共同で全方向移動機構や全方向駆動機構、ロボットの要素技術などを開発。『日本ロボット界のライト兄弟』と紹介されることもある。博士後期課程では舘暲のもとでテレイグジスタンスロボット『テレサフォン』の研究開発に従事し、2005年開催の愛・地球博に出展している。
科学技術振興機構戦略的創造研究推進事業 CREST 研究員、産業技術総合研究所日仏ロボット共同研究ラボラトリー特別研究員、ハーバード大学客員研究員、東京大学情報学環学際情報学府特任講師、フランス国立科学研究センター博士研究員、山形大学大学院理工学研究科テニュアトラック助教、同大学准教授を経て、2023年6月現在山形大学大学院理工学研究科機械システム工学専攻教授。

## 来歴・人物

### 幼少期から東工大広瀬研究室時代
小学校1年生のときに、『ロボット大集合』という学習漫画を読み、ロボット研究者を志す。中学は鹿児島県のラ・サール中学に進学。ラ・サール高校時代はバスケットボール部で県大会優勝を経験している。1996年には東京工業大学へ進学、4類から機械宇宙学科に進む。
学部・修士課程と広瀬・米田研究室に在籍する。この間、1999年10月にオランダのアムステルダム市で開催された国際宇宙航行連盟総会へ、宇宙開発事業団派遣学生として参加する。会場では向井千秋と話す機会に恵まれる。学部の卒業研究では自律集散型ロボット「Super-Mechano Colony」の研究に取り組む。
修士課程では全方向移動車両の研究開発を行うとともに、研究室のその他の開発にも関与する。その後、東京大学の博士課程に進学するが、入れ替わりで実弟の多田隈建二郎が広瀬研究室に入っており、『Vmax-Callier』の研究は建二郎が引き継いでいる。

### 博士課程からポスドク研究員時代
博士課程では舘研究室に所属し、テレイグジスタンスロボット「TELESAR II」の研究開発に従事する。7自由度、5本指で両腕のスレーブロボット、バイラテラル制御された6自由度両腕のマスターアームを開発し、2005年に開催された『愛・地球博』へ出展している。
博士号取得後は1年間研究員として研究室に残った後、日本学術振興会特別研究員PD（ポストドクター）として産業技術総合研究所日仏ロボット共同ロボット研究ラボラトリー研究員。皮膚触覚の研究に従事。さらにハーバード大学の客員研究員を経験する。約1年半にわたる米国ボストンでの留学生活では、兄の理一郎がハーバード大学で、弟の建二郎がMITで研究を行い、子供時代さながらに、2つの大学の中間地点にある同じアパートの部屋をルームシェアして過ごし、休日にはお互いの研究について相談しあっていた。
兄弟は2人ともロボット研究者であり、講演会などでは「日本ロボット界のライト兄弟」などと紹介されることもあった。その後も兄弟はインターネットを介して2週間に1回程度やり取りしており、発想の斬新さは兄の方が優れていること、自分が考案した機構が何に役立つかなど新しいアイデアを提供してくれていると、建二郎は取材で語っている。

### 山形大学多田隈研究室時代
東京大学や産業技術総合研究所、ハーバード大学、フランス国立科学研究センターで研究員生活を過ごした後、2010年2月にテニュアトラック助教として山形大学に着任し、自身の研究室を持つ。2012年3月には、アフリカのタンザニア・ケニア両国を日本のロボット達と共に訪問し、日本の文化や先端技術を現地の学生や大学関係者に紹介するという「ロボット外交」を行い、アフリカと日本の関係強化に努めた。
2013年には同大学で准教授に昇進（工学部機械システム工学科・大学院理工学研究科機械システム工学専攻・次世代ロボットデザインセンター）。近年は全方向駆動が可能な歯車や、バックドライバビリティを有する受動ローラ式ウォームホイール機構、球状の全方向駆動歯車、温度変化を利用して形状を変えるロボットハンドや移動体、などの研究を実施（#主な研究内容節を参照）。また、弟の建二郎とともに、センサーや制御なしで「本質的な機能」を実現する巧みな機構（メカニズム）である『機巧』、および『機巧学』を提唱した。
また、多田隈は2016年から、科学研究費助成事業新学術領域研究(研究領域提案型)の「生物ナビゲーションのシステム科学」領域のプロジェクトに参画。山形大学の妻木勇一が代表者を務める「RTと環境駆動による長寿命・高出力・多機能バイオロギングシステムの開発」に研究分担者として加わり、海鳥に装着して行動を記録するデータロガー用の軽量遠隔分離装置を開発。数週間に及ぶデータ計測後に鳥から装置を分離させる必要があるが、多田隈らは形状記憶合金と回転錠メカニズムを用いることにより、従来に対して軽量かつ安全にそれを実現させた。
2016年には、山形大学が科学技術振興機構（JST）産学共創プラットフォーム共同研究推進プログラム（OPERA）の平成28年度新規研究領域・共創コンソーシアムに「有機材料の極限機能創出と社会システム化をする基盤技術の構築及びソフトマターロボティクスへの展開」として採択。多田隈もテーマ5「社会システム・ソフトマターロボティクス」のメンバーとして参加。柔らかい材料を用いたインチワームロボットなどの研究に取り組み、配管検査ロボットへの応用が研究されている。
2023年4月より山形大学大学院理工学研究科機械システム工学専攻教授。

## 全方向移動機構・駆動機構

### Omni-Disc、VmaxCarrier
オムニホイールのような全方向車輪は車高が高くなってしまうため、より薄型の全方向車輪が求められる。これに対し、斜めに回転する2枚のフレームとキャスタ部で立体的な平行クランク機構を構成し、キャスタが一方向を保つようにした『Omni-Disc』が考案された。これは受動車輪としても能動車輪としても使用できる。
理一郎はこの『Omni-Disc』を4輪使用し、薄型軽量でホロノミック(en)な全方向移動が可能な『VmaxCarrier』を開発した。これは弟の建二郎が『VmaxCarrier2』として継続研究し、段差走破性を有するように発展している。また、後述のテレイグジスタンスロボットへの搭載も検討された。

### Omni-Gear
ラック・ピニオンの直進運動を平面や曲面の2次元運動に拡張した駆動歯車。ラックに相当する側は平面型、凸円弧型、凹円弧型を試作しており、正・負の曲率を実現できることが確認されている。ピニオンは通常の歯車のタイプと、ピンや円板の形状をした受動ローラーで構成されるタイプが試作されている。
狭い場所でも曲面運動が可能という特徴があり、具体的な応用としてロボットアーム先端の平行グリッパ、内視鏡手術用鉗子のエンドエフェクタ、全方向搬送テーブルなどが検討されている。株式会社昌和製作所やNECエンベデッドプロダクツ株式会社と共同研究をするなど，実用化に向けた開発がいくつか行われている（#外部リンクの動画も参照）。2021年には視覚障碍者用のポータブルハプティックデバイスとして、触感提示でガイドを行うシステムを論文発表した。

### MR-Hot-Ice
液体と固体への相変化を利用した『Omni-Gripper』の移動ロボット版。

### 受動ローラ式ウォームホイール機構
『Omni-Gear』で使用された受動ローラ歯車を活用し、ウォームギヤにバックドライバビリティ（逆可動性）を持たせた機構。高い減速比を有しながらも、高い動力伝達効率により出力側に加わった負荷を入力側まで伝達することができる。2016年に発表した論文は、FA財団の論文賞を受賞した。

### 球状歯車、球状関節
2自由度回転が可能な球面状の歯を構成したものや、それをロボットアームの関節に利用したものが開発された。これはNECエンベデッドプロダクツ株式会社との共同開発で、同社から特許も出願されている。
さらに当時博士課程学生の阿部一樹とともに、4つのモータで3自由度の回転運動が可能なメカニズム『ABENICS』も開発した（#外部リンクの動画も参照）。これは国内外のソーシャルネットワークで話題になり、3Dプリンターで自作を試みる者も現れた。なお、この3自由度機構は2020年6月8日に、山形大学から「関節装置及び歯車セット」として特許出願されている。また、同時に内ウォームギアに基づく直交回転軸を有する差動機構も開発しており、2021年に特許出願している。
歯車内部にものを入れることが可能とされ、応用としてはドローン搭載カメラの位置決めや内視鏡の先端、盲導盤などが検討されている。2023年には兼松との共同研究で2025年までに量産化することが発表され、2023年11月には型成形による金属製歯車の製造に成功した。さらにロボットアームの肩関節に搭載した試作機が公開され、ピッチ軸60°、ロール軸180°、ヨー軸は無限回転を実現している。

### 全方向駆動車輪
通常のオムニホイールの受動輪が駆動するもの。弟の建二郎やその指導学生と共同開発。

## ヒト型ロボット

### TELESAR II
多田隈が東京大学舘研究室に在籍したときに開発したテレイグジスタンスロボットで、テレサ2と読む。2005年の愛・地球博に出展された。7自由度の双腕アームを備え、肩と手首を結ぶ軸まわりの回転1自由度の冗長自由度を持つ。以前は7つ目の関節軸を冗長自由度として制御していたが，多田隈は肩と手首を結ぶ軸まわりの回転自由度を扱えるように改良している。

### 文楽人形ロボット
大阪芸術大学教授の中川志信との共同研究。文楽（人形浄瑠璃）の人形は腕や脚が胴体とひもでつながれており、人間よりも誇張した動作表現が可能なため、多田隈らのロボットは胴体や腕を伸縮させる自由度を持つ。人間国宝である人形遣い・桐竹勘十郎による『妹背山婦女庭訓』の動作を参考にし、2022年3月には2号機で40秒間の動作を実演した。2025年日本国際博覧会（大阪万博）への出展を目標にするとともに、将来的には受付業務のロボットなどへの応用を検討している。

## 略歴
- 1989年4月 - ラ・サール中学校入学[1]
- 1992年4月 - ラ・サール高等学校入学[1]
- 1996年4月 - 東京工業大学4類入学[1]
- 1999年10月 - 宇宙開発事業団派遣学生として国際宇宙航行連盟総会へ参加（オランダ王国アムステルダム市）[2]
- 2000年3月 - 東京工業大学工学部機械宇宙学科 卒業[3]
- 2002年3月 - 東京工業大学大学院理工学研究科機械宇宙システム専攻修士課程 修了
- 2003年4月 - 日本学術振興会特別研究員（DC2）[31]
- 2005年3月 - 東京大学大学院工学系研究科先端学際工学専攻博士課程 修了、博士（工学）[4]
- 2005年4月 - 科学技術振興機構戦略的創造研究推進事業 CREST 研究員[15][13]
- 2006年4月 - 産業技術総合研究所日仏ロボット共同研究ラボラトリーにて日本学術振興会特別研究員（PD）[15][20]
この間、2006年6月 - 2008年2月までハーバード大学客員研究員[15][13]
- 2008年11月 - 東京大学情報学環学際情報学府特任講師[15][13]
- 2009年4月 - フランス国立科学研究センター博士研究員（解析・システムアーキテクチャ研究所）[13]
- 2010年2月 - 山形大学大学院理工学研究科テニュアトラック助教[13]
- 2013年4月 - 山形大学工学部准教授[21][95]
- 2023年4月 - 山形大学大学院理工学研究科教授[22][49]

## 主な受賞歴
- 2000年3月 - 日本機械学会畠山賞[注 8][3]
- 2011年1月 - 日本ロボット学会 第1回ロボティクスシンポジア研究奨励賞「全方向駆動歯車機構”Omni-Gear”の研究」[97][注 9]
- 2016年10月 - 第15回山形県科学技術奨励賞「全方向駆動歯車を応用した様々なロボットシステムに関する研究」[98]
- 2016年12月 - FA財団 平成28年度論文賞「Worm Wheel Mechanism with Passive Rollers」[70][注 10]
- 2021年度 - 総務省 異能ジェネレーションアワード 株式会社クラッセキャピタルグループ企業特別賞「3方向に回転できる球状歯車機構」[99]

## 社会的活動
- 日本機械学会[100][101]
- 日本ロボット学会[101]
- IEEE[102][101]
- 日本ヴァーチャルリアリティ学会[13][100]

## 著作

### 学位論文
- 『テレイグジスタンスロボットのためのマスタ・スレーブアームの機構と制御の研究』東京大学博士論文（甲20127、博工第6069号）、2005年3月、NAID 500000340048。

### 解説
- 「愛・地球博プロトタイプロボット展」『ヒューマンインタフェース学会誌』第7巻第4号、2005年、301-302頁。
- 「アフリカでのロボット外交 ―若きオアシス型文明圏との出会い―」『日本ロボット学会誌』第31巻第1号、2013年、45-46頁。
- 「ロボットの機能の中核をなす機巧－バックドライバビリティを有するウォームホイール機構」『日本ロボット学会誌』第32巻第4号、2014年、358-362頁。
- 「ソフトロボティクスと身体知」『知能と情報』第29巻第5号、2017年、160-172頁[注 11]。
- 「山形大学におけるソフトマターロボティクスの取り組み」『日本ロボット学会誌』第37巻第1号、2019年、50-52頁。